# 앵귈라의 기

|섬네일|right|300px| 앵귈라의 기 비율 1:2]]
앵귈라의 기는 1990년 5월 30일에 제정되었다.
파란색 바탕에 왼쪽 상단에는 영국의 국기가 그려져 있으며, 오른쪽 하단에는 앵귈라의 문장이 그려져 있는데, 문장 안에는 세 마리의 돌고래가 그려져 있다.
세 마리의 돌고래는 우정, 지혜, 역량을 의미한다.

## 여러 가지 기

앵귈라의 총독기
앵귈라의 총독기 (1990년-1999년)
앵귈라 공화국의 기 (1967년)
앵귈라 공화국의 기 (1967년-1969년)
앵귈라의 기 (1990년-1999년)